# 20296 Шейсторм
20296 Шейсторм (20296 Shayestorm) — астероїд головного поясу, відкритий 24 березня 1998 року.
Тіссеранів параметр щодо Юпітера — 3,569.